# Irena Ulatowska
Irena Ulatowska, po mężu Żyszkowska (ur. 30 grudnia 1942, zm. 23 maja 2023) – polska łuczniczka, brązowa medalistka mistrzostw świata.

## Życiorys
Była zawodniczką Łączności Warszawa. Jej największym sukcesem w karierze był brązowy medal mistrzostw świata drużynowo (razem z Hanną Brzezińską i Marią Mączyńską) w 1969 (indywidualnie zajęła 21. miejsce). Ze swoim klubem w 1962, 1963, 1965, 1968 i 1969 zdobyła drużynowe mistrzostwo Polski.
W 1969 razem z Hanną Brzezińską i Marią Mączyńską wyrównała drużynowy rekord świata w konkurencji ŁAB, wynikiem 3458.